# Parafia św. Stanisława Biskupa i Męczennika w Barcicach
Parafia pw. św. Stanisława Biskupa i Męczennika w Barcicach – rzymskokatolicka parafia należąca do dekanatu Wyszków, diecezji łomżyńskiej, metropolii białostockiej. Siedziba parafii mieści się w Somiance. 
Parafię prowadzą księża diecezjalni.

## Historia
W 1948 przeniesiono siedzibę parafii z Barcic do Somianki.  Jako kościół parafialny posłużył, po przebudowie, dawny  spichrz dworski, który parafia wraz z gruntem uzyskała w 1945. Około 1960 kościół rozbudowano i wyposażono jego wnętrze. Kościół pod wezwaniem Wniebowzięcia NMP w Somiance został konsekrowany 8 marca 1981 r. przez Biskupa płockiego Bogdana Sikorskiego.

## Kościół parafialny
Kościół pod wezwaniem Wniebowzięcia Najświętszej Maryi Panny w Somiance.

## Kościoły filialne i kaplice
W Barcicach jest kościół filialny pod wezwaniem św. Stanisława Biskupa i Męczennika.

## Obszar parafii
W granicach parafii znajdują się miejscowości:

- Somianka,
- Barcice,
- Jasieniec,
- Nowe Płudy,
- Stare Płudy,
- Ulasek,
- Wólka Somiankowska.